# Externalizare online
Externalizarea-online (outsourcing: externalizare în limba engleză) reprezintă practica de a contracta servicii sau produse/subansamble de la furnizori terți, acestea fiind plătite și livrate pe Internet. Fenomenul a luat amploare la începutul anilor 2000, odată cu avansul tehnologic al Internetului, și a reprezentat o opțiune viabilă pentru firmele mici și mijlocii și antreprenorii care nu aveau resursele financiare necesare formelor tradiționale de outsourcing (externalizare).
Piața liber-profesioniștilor (engleză: freelancing marketplace) sau (în context) mai strict, piața de externalizare (engleză: outsourcing marketplace) face legătura dintre cumpărătorii și furnizorii de servicii, având un rol important în contactul dintre aceștia.

## Piața liber-profesioniștilor
Piețele liber-profesioniștilor reprezintă un tip de situri web care oferă o platformă web cu licitări pentru realizarea unor proiecte software, licitări bazate pe specificații personalizate.

Utilizatorii acestor tipuri de situri se împart în 2 categorii: angajatorii (cei care publică proiectele de realizat) și programatorii liber-profesioniști (cei care le realizează).
Angajatorii plasează online proiectele software pe care doresc să le realizeze, iar programatorii înscriși pe sit licitează pentru a fi aleși pentru finalizarea proiectului.
De obicei siturile asigură angajatorilor și un sistem de acordare de calificative după finalizarea proiectelor, care oferă programatorilor ce au finalizat cu succes proiectul un avantaj de credibilitate.
Unele situri de acest gen își oferă serviciile gratuit, iar altele contra unui comision.
Instructions to begin freelancing
Characterize your business objectives
Track down a viewpoint specialty (and stick to it)
Recognize target clients